# Ejnar Sørensen
 Ikke at forveksle med Einar Sørensen.
Ejnar Sørensen (1887-1912) var en dansk mejerist, roer og skøjteløber i begyndelsen af 1900-tallet. Han debuterede i EM i Stockholm 1905 med en 10. plads på 10 000 meter og deltog  i tre Allround-VM i hurtigløb på skøjter og blev ikke placered i Trondheim 1907, nummer ni i Davos 1908 og nummer ni i Trondheim 1911. Hans sidste sæson 1912 han satte han en række danske rekorder.
Som roer vandt Ejnar Sørensen med Københavns Roklub DM i 4-årers inrigger 1000 meter 1909-1910 og 2000 meter 1909 og 1911. DM i firer 1909-1910 og NM 1911.
Ejnar Sørensen døde af influenza sommeren 1912, på toppen af karrieren. 